# Antti Pajari
Antti Pajari (ur. 27 sierpnia 1932 w Sippoli) – fiński żużlowiec, występujący również na długim torze i na lodzie.

## Życiorys
W latach 1958–1961 czterokrotnie awansował do finałów indywidualnych mistrzostw Europy na długim torze, zdobywając w Helsinkach w 1959 tytuł wicemistrza Europy. Dwukrotnie zdobył medale indywidualnych mistrzostw Finlandii na długim torze: złoty (1961) oraz brązowy (1954). Oprócz tego sukcesy odnosił również w wyścigach na torze klasycznym, zdobywając pięć medali indywidualnych mistrzostw Finlandii: 4 złote (1956, 1957, 1958, 1959) oraz srebrny (1955). Dwukrotnie reprezentował Finlandię w skandynawskich eliminacjach drużynowych mistrzostw świata (1960, 1962) oraz był wielokrotnym uczestnikiem eliminacji indywidualnych mistrzostw świata, trzykrotnie awansując do finałów skandynawskich (najlepszy wynik: Linköping 1956 – XIV miejsce).
Antti Pajari był pierwszym fińskim żużlowcem, który wystąpił w rozgrywkach ligi brytyjskiej, w sezonie 1959 reprezentując barwy klubu Coventry Bees. Prezentował bardzo widowiskowy i agresywny styl jazdy, szybko zdobywając sympatię kibiców. W debiutanckim sezonie wystąpił w 12 meczach i uzyskał bardzo przyzwoitą średnią meczową 4,61 pkt, ale jego oczekiwania finansowe nie zostały spełnione i w sezonie 1960 nie pojawił się już na torach Wielkiej Brytanii. Był postacią tak bardzo egzotyczną w środowisku żużlowym, że po pierwszym treningu w prasie lokalnej został – zapewne pomyłkowo – nazwany "tureckim mistrzem żużlowym" (the Turkish speedway champion). Zdecydowanie bardziej odpowiednim określeniem byłoby "latający Fin" (The Flying Finn).
Po zakończeniu kariery sportowej w 1965 r., wspólnie z innym fińskim żużlowcem, Timo Laine'em, uczestniczył w wyścigach łodzi motorowych.